# Striptease (film)
Striptease, är en amerikansk drama-komedi från 1996 i regi av Andrew Bergman med Demi Moore i huvudrollen som Erin Grant. Filmen hade Sverigepremiär den 14 februari 1997.

## Handling
Erin Grant (Demi Moore) har förlorat sitt jobb som sekreterare hos FBI på grund av sin före detta man, Darrell Grant (Robert Patrick), som stjäl rullstolar på sjukhus och är tjallare. Erin försöker få vårdnaden om sin dotter och samtidigt klara av livet som strippa. En kongressledamot vid namn David Dilbeck (Burt Reynolds) blir beroende av Erin, hon ser sin chans samtidigt som hon försöker övertyga Dilbeck om att hon kan ta hand om sig själv och ge sin dotter en trygg uppväxt.

## Om filmen
Striptease regisserades av Andrew Bergman. Filmen är baserad på en roman skriven av Carl Hiaasen. Filmen är inspelad runt omkring i Florida, bland annat i Fort Lauderdale och Miami, samt i Las Vegas, Nevada.
Rumer Willis som spelar Demis dotter i filmen är hennes riktiga dotter.

## Rollista (urval)
- Demi Moore - Erin Grant
- Burt Reynolds - kongressledamot David Dilbeck
- Armand Assante - Lt. Al Garcia
- Ving Rhames - Shad
- Robert Patrick - Darrell Grant
- Siobhan Fallon - Rita Grant